# Dictyna zherikhini
Dictyna zherikhini är en spindelart som beskrevs av Yuri M. Marusik 1988. Dictyna zherikhini ingår i släktet Dictyna och familjen kardarspindlar. Inga underarter finns listade i Catalogue of Life.